# Ahmar Mountains
Ahmar Mountains är en bergskedja i Etiopien.   Den ligger i regionen Oromia, i den centrala delen av landet, 300 km öster om huvudstaden Addis Abeba.